# Brunnenthal, Oberösterreich
Brunnenthal är en ort och kommun i Österrike. Den ligger i distriktet Schärding i förbundslandet Oberösterreich, 220 kilometer väster om huvudstaden Wien. Kommunen gränsar i nordväst mot floden Inn som här utgör gräns mot Bayern i Tyskland.
Kommunen består av tolv orter (Ortschaften) (inom parentes invånarantal 1 januari 2024):

- Atzmanning (66)
- Brunnenthal (436)
- Brunnwies (166)
- Dobl (70)
- Eggersham (100)
- Haraberg (25)
- Hueb (454)
- Kapfham (9)
- Korneredt (41)
- Kreuzberg (479)
- Reikersberg (56)
- Wallensham (158)